# Antônio Carlos Jobim
Antônio Carlos Jobim, conegut també com a Tom Jobim, (Rio de Janeiro, 25 de gener de 1927 - Nova York, 8 de desembre de 1994) fou un compositor, arranjador, cantant, guitarrista i pianista brasiler. Fou un dels principals impulsors de la renovació de la música popular del Brasil, que els anys seixanta abocà en la bossa nova. Moltes de les seves composicions, entre les quals Garota de Ipanema, es feren populars arreu del món.

## Carrera musical

### Primers anys
Antônio Carlos Brasileiro de Almeida Jobim era membre d'una família benestant; el seu pare era Jorge de Oliveira Jobim i la seva mare, Nilza Brasileiro de Almeida. Instal·lats al barri carioca de Tijuca, el 1930 decideixen traslladar-se al barri d'Ipanema. Jorge de Oliveira va morir jove, quan Antônio tenia només vuit anys. Això va marcar la infància del cantant i va forjar-li un caràcter melancòlic. La seva germana Helena Isaura va iniciar-li en la música, va prendre lliçons de piano amb Hans Joachim Koellteuter i inicià els estudis d'arquitectura, mentre freqüentava els ambients bohemis de la capital carioca, on aprengué a tocar també la guitarra.
El 1950 abandonà aquella carrera i optà decididament per cultivar la seva carrera musical, actuant en clubs nocturns, com a pianista i guitarrista indistintament; eren anys de precarietat econòmica i hagué de compartir la música amb diversos treballs, un d'ells d'empleat de la companyia discogràfica Continental, on feia d'arranjador i transcrivia les partitures dels compositors.
L'any 1953 va enregistrar la seva primera composició, Incerteza, amb veu de Mauricy Moura. El primer èxit va arribar un any després, amb Tereza da praia, cantada per Dick Farney.

### Neix la bossa nova
El 1956, Jobim conegué el diplomàtic Vinicius de Moraes, el qual, aficionat al teatre, li demanà col·laboració per crear una sèrie de cançons per una obra dramàtica que es titularia Orfeu da Conceição. El 1959, aquesta va ser adaptada al cinema per Marcel Camus en el film Orfeu Negre, que va assolir un gran èxit per la seva banda sonora, amb temes com Orfeo de Carnaval. Jobim sempre manifestà que aquelles peces musicals no haurien estat mai escrites sense la influència del cèlebre compositor brasiler Heitor Villa-Lobos, del qual Jobim es considerà sempre deixeble.

Tom Jobim i Chico Buarque al III Festival Internacional de la Cançó (1968), on la seva composició Sabiá fou la vencedora.

Després de l'èxit d'Orfeo Negro, Moraes i Jobim evolucionaren vers un eclecticisme musical en el qual s'hi reflecteix la samba com a factor singular brasiler, mesclada amb elements del cool jazz.
El 1958 ambdós compositors enregistraren l'àlbum Canção do Amor Demais, amb la veu d'Elizeth Cardoso i la intervenció en un parell de peces del guitarrista de Bahia João Gilberto. Encara que no tingués gaire èxit comercial, se'l considera el primer LP de bossa nova i senta les bases d'aquest estil. L'èxit arribaria només un any més tard, quan Jobim i Gilberto llancen Chega de Saudade, el primer gran single que suposà el reconeixement nacional de la bossa nova. Fins a l'aparició del reggae, aquesta monopolitzà l'estil tropical. Aquell any 1959 Jobim publica un altre treball, aquest amb la cantant Sílvia Telles, on s'inclou la cançó A felicidade.

### Del Brasil al món
El descobriment de Jobim a nivell internacional arriba l'any 1962, quan Stan Getz i Charlie Parker van interpretar Desafinado a l'àlbum de jazz Samba. Aquell any va tenir lloc un concert al Carnegie Hall de Nova York, on van actuar les grans veus de la bossa. L'any següent arriba la consagració de la bossa i de la carrera internacional de Jobim, gràcies a l'àlbum Getz/Gilberto, on s'inclou The girl from Ipanema. Aquesta peça va ser guanyadora del premi Grammy a la gravació de l'any, superant altres obres com Hello, Dolly! (Louis Armstrong), People (Barbra Streisand) o I want to hold your hand (The Beatles). També va ser nominat al premi al millor artista novell, guardó que va recaure en la banda de Liverpool.
A partir d'aquí, la bossa nova va agafar una dimensió molt més àmplia perquè es va introduir en el món del jazz i la música moderna. Van ser molts els intèrprets que s'hi van acostar al llarg del temps com Nat King Cole, Ella Fitzgerald, Dizzy Gillespie, Sarah Vaughan, Miles Davis, Quincy Jones, Al Jarreau, etc. Jobim va fundar una editora musical, la Corcovado Music, per donar-li un impuls addicional des de dintre de la indústria musical.

### Maduresa

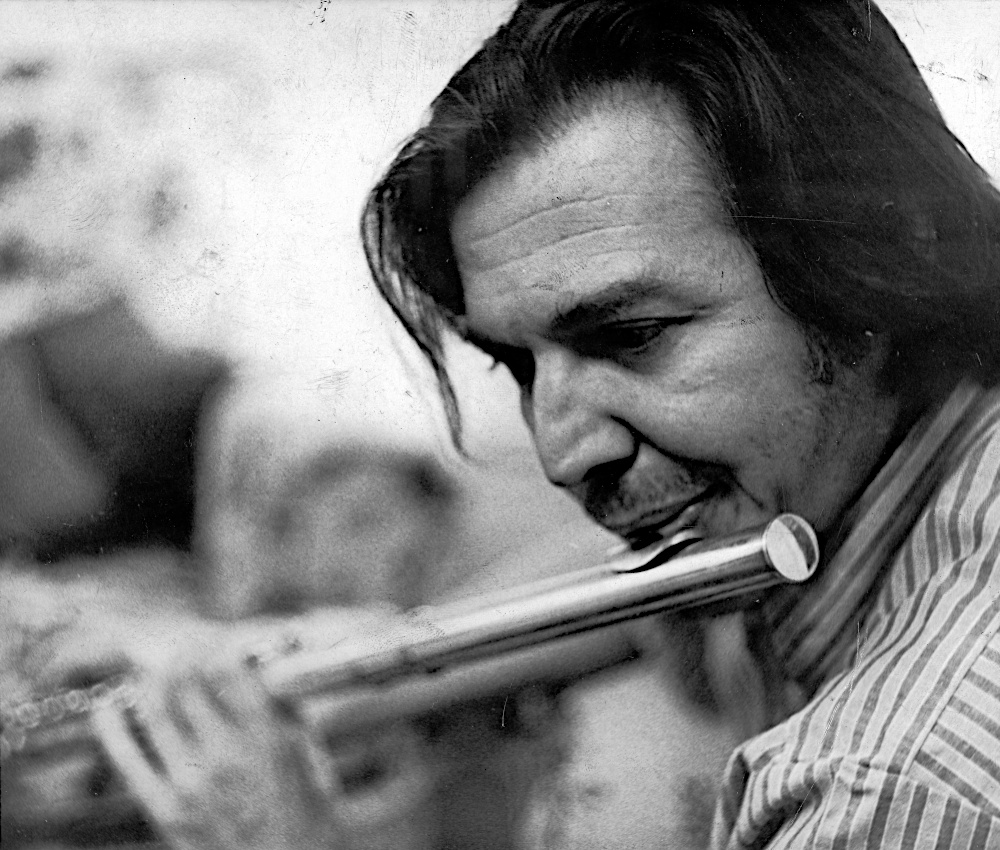
Jobim, 1972.

Amb el cop d'estat militar de 1964, es desintegrà la vida intel·lectual, artística i bohèmia brasilera. El compositor va preferir no enfrontar-se obertament al règim i va centrar-se en la composició i en els estudis de gravació. Va submergir-se en l'estudi de Villa-Lobos, Debussy o Ary Barroso i va explorar ritmes d'arrels afrobrasileres i indígenes. Va enregistrar diversos àlbums instrumentals, amb la seva música com a pianista i guitarrista que donarien la volta al món i també va gravar treballs amb altres artistes, com Elis Regina, Edu Lobo o Miúcha. D'aquesta època és la cèlebre Águas de Março. També va compondre peces per pel·lícules i sèries de televisió del Brasil.
Juntament amb Heitor Villa-Lobos i Cacilda Borges Barbosa és un dels màxims exponents de la composició a Brasil. El seu últim treball va ser el CD Antônio Brasileiro (1994), que li valgué un Grammy al millor àlbum de jazz llatí. El premi va ser-li concedit de manera pòstuma, ja que la cerimònia d'entrega va tenir lloc gairebé tres mesos després de la mort de l'artista.

## Vida familiar
El 15 d'octubre de 1949, Tom es va casar amb Thereza de Otero Hermanny (n. 1930), amb qui va tenir dos fills, Paulo i Elizabeth. L'any 1976, va conèixer a la fotògrafa Ana Beatriz Lontra, qui en aquells moments tenia dinou anys, la mateixa edat que la seva filla. Es van casar el 30 d'abril de 1986 i van tenir dos fills, João Francisco i Maria Luiza.
Tom Jobim va morir el dijous 8 de desembre de 1994, a les 10 hores, en l'hospital Mount Sinai de Nova York. S'hi havia traslladat per tractar-se d'un càncer. Es va sotmetre a una intervenció el dimarts 6 de desembre, per extirpar un tumor a la veixiga. Però, el matí del dia 8 va patir dues aturades cardiorespiratòries, l'última d'elles fatal.

La seva mort consternà el Brasil i l'escena musical mundial. Els mitjans informatius recordaren les seves paraules del 1993 quan a Rio de Janeiro li fou rendit un homenatge:
| «                      | El que vostès escoltaran és amor...Tota la meva obra és un cant d'amor al Brasil. | » |
| — Antônio Carlos Jobim |                                                                                   |   |

## Homenatges
- L'aeroport internacional Galeão de Rio va ser rebatejat l'any 1999 amb el seu nom.[33]
- Una estàtua de Tom Jobim va ser erigida a la platja d'Ipanema. La inauguració va coincidir amb el vintè aniversari de la seva mort.[34]
- L'escola de samba Estação Primeira de Mangueira va dedicar al cantant el samba-enredo Se todos fossem iguais a você, executada en el concurs del Carnaval de Rio de 1992.[35]
- La Universitat Nova de Lisboa va concedir-li el doctorat honoris causa l'any 1993.[36]

## Discografia

### Cançons
Algunes de les cançons més destacades de Jobim que formen part de la història dels clàssics de la música lleugera són:
- Desafinado
- Chega de Saudade
- A Felicidade
- Samba duma nota só
- Corcovado
- Insensatez
- Agua de beber
- Wave
- Águas de março
- Garota de Ipanema

### Àlbums
- 1954 - Rio de Janeiro: a montanha, o sol, o mar (amb Billy Blanco)
- 1956 - Orfeu da Conceição (BSO del musical)
- 1957 - O pequeno príncipe (adaptació musicla del llibre d'Antoine de Saint-Exupéry)
- 1958 - Canção do amor demais (amb Elizeth Cardoso)
- 1959 - Amor de gente moça(amb Silvia Telles)
- 1959 - Chega de saudade (amb João Gilberto)
- 1959 - Por toda minha vida (amb Lenita Bruno i Vinícius de Moraes)
- 1960 - O amor, o sorriso e a flor (amb João Gilberto)
- 1961 - João Gilberto (amb João Gilberto)
- 1961 - Brasília, Sinfonía da Alvorada (amb Vinícius de Moraes, composició per la inauguració de Brasília)
- 1963 - The composer of Desafinado, plays (primer àlbum publicat a EEUU)
- 1963 - Getz/Gilberto (amb Stan Getz i João Gilberto)
- 1963 - Antonio Carlos Jobim
- 1964 - The wonderful world of Antonio Carlos Jobim
- 1964 - Caymmi visita Tom (amb Dorival Caymmi)
- 1967 - Wave
- 1967 - Francis Albert Sinatra & Antonio Carlos Jobim (amb Frank Sinatra)
- 1967 - A certain Mr. Jobim
- 1967 - Stone Flower
- 1970 - Tide
- 1971 - Sinatra & Company (amb Frank Sinatra)
- 1972 - O Tom de Antônio Carlos Jobim e o Tal de João Bosco (amb João Bosco)
- 1973 - Matita Perê
- 1974 - Elis & Tom (amb Elis Regina)
- 1975 - Urubu
- 1977 - Tom Vinícius Toquinho Miúcha (amb Vinícius de Moraes, Toquinho i Miúcha)
- 1977 - Miúcha & Antônio Carlos Jobim (amb Miúcha)
- 1979 - Sinatra-Jobim Sessions (amb Frank Sinatra)
- 1979 - Miúcha e Tom Jobim (amb Miúcha)
- 1980 - Terra Brasilis
- 1981 - Edu & Tom, Tom & Edu (amb Edu Lobo)
- 1983 - Gabriela (amb Gal Costa)
- 1984 - Para viver um grande amor (amb Chico Buarque i Djavan)
- 1985 - O tempo e o vento
- 1987 - Passarim
- 1987 - Tom Jobim inêdito (recopilatori)
- 1987 - Rio revisited (amb Gal Costa)
- 1990 - Tom canta Vinícius (tribut a Vinícius de Moraes)
- 1994 - Antonio Brasileiro

### Tributs
- 1994 - The Antonio Carlos Jobim Songbook (amb versions d'Ella Fitzgerald, Oscar Peterson, Dizzy Gillespie, Luiz Bonfá...).[38]
- 1995 - Songbook Instrumental Antonio Carlos Jobim (amb versions de O Trio, Sivuca, Marcos Resende, Ed Motta, Hermeto Pascoal, Sebastião Tapajós...).[39]
- 1996 - Songbook Antonio Carlos Jobim (5 CD amb Zélia Duncan, Paulinho Moska, Daniela Mercury, Adriana Calcanhotto, Dominguinhos, Marcos Valle, Ney Matogrosso, Beth Carvalho, Elba Ramalho, Chico Buarque, Maria Bethânia, Moraes Moreira, Lenine…).[40][41][42][43][44]
- 2002 - Jobim Sinfônico (adaptacions interpretades per l'Orquestra Simfònica de l'Estat de São Paulo).[45]

## Premis Grammy
Guardons:
- 1964 - Gravació de l'any: The girl from Ipanema
- 1995 - Millor àlbum de latin jazz: Antonio Brasileiro (pòstum)
- 2012 - Premi a la carrera artística

Nominacions:
- 1962 - Millor arranjament musical: João Gilberto, de João Gilberto
- 1963 - Millor composició de jazz: Meditation
- 1964 - Grammy al millor nou artista
- 1967 - Millor àlbum: Francis Albert Sinatra/Antonio Carlos Jobim, amb Frank Sinatra

## Biografies
- Jobim, Helena. Antonio Carlos Jobim : um homem iluminado.  Rio de Janeiro, RJ, Brasil: Editora Nova Fronteira, 1996. ISBN 85-209-0684-2.
- Cabral, Sérgio. Antônio Carlos Jobim : uma biografia.  Sao Paulo: Lazuli Editora, 2008. ISBN 978-85-7865-011-7.
- Cezimbra, Márcia. Tons sobre Tom.  Rio de Janeiro, RJ: Editora Revan, [1995?]. ISBN 85-7106-076-2.
- Homem, Wagner. Tom Jobim : histórias de canções.  São Paulo: Leya, 2012. ISBN 978-85-8044-640-1.